# Пророцтва про Ісуса Христа

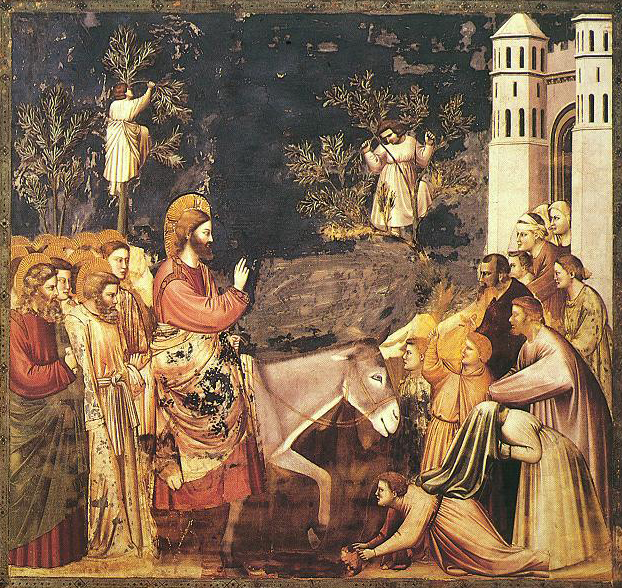
Вхід Ісуса Христа в Єрусалим. фреска Джотто.

Старозавітні пророцтва про Христа — в християнському богослов'ї — пророцтва про Месію, що містяться в текстах Старого Завіту і виконані Ісусом Христом.
З точки зору християнського богослов'я пророцтва вказують час його приходу, місце, обставини народження, родовід, життя і служіння, місію, смерть за гріхи людей і воскресіння.
Опис виконань цих пророцтв знаходиться в Новому Заповіті, книзі, що розповідає про життя і служіння Ісуса Христа, що містить також численні цитування старозавітних пророцтв як самим Ісусом Христом, так і євангелістами, що вказують на їх виконання.
Месіанські пророцтва містяться в багатьох книгах Старого Завіту — в текстах П'ятикнижжя Мойсея, в книгах біблійних пророків, в історичних книгах, в притчах Соломона і в книзі Псалмів.
Традиція сприймати ряд конкретних текстів як месіанських пророцтв вироблялася юдейськими тлумачами Танаха протягом довгого періоду і до моменту приходу Ісуса налічувала вже кілька століть, включаючи в себе уявлення як про особистість Месії, так і про його цілях. Проте, хоча Новий Завіт описує прихід до віри в Ісуса безлічі релігійних юдеїв того часу, в даний час юдаїзм не визнає Ісуса Христа як Месії і вважаючи більшість пророцтв ще не виконаними.

## Походження
Так, Месія повинен бути нащадком Авраама, Ісака та Якова. Бути з коліна Юди (Бут. 49:10). Бути «корінням Єссея» і нащадком Давида (ЗЦар 2: 4)

## Іван Хреститель

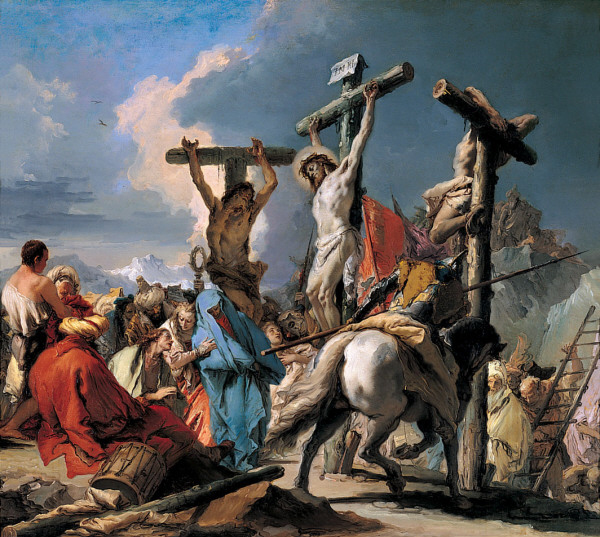
Картина Розп'яття, зроблена Жаном-Батистом Тьєполо (1745—1750)

Перед пришестям Месії повинен з'явиться пророк Ілля (Матф 17:10).
10 І запитали Його учні, говорячи: Що це книжники кажуть, ніби Іллі треба перш прийти?
11 Ісус сказав їм у відповідь: Правда Ілля, коли прийде попереду, усе приготує;
12 А Я вам кажу, що Ілля вже прийшов, і не впізнали його, але з ним зробили, що тільки хотіли так і Син Людський має страждати від них.
13 Тоді учні зрозуміли, що Він їм говорив про Івана Христителя.

## Народження
Той, якого походження від днів вічних і хто має бути Господарем в Ізраїлі, повинен народитися у Вифлеємі (Мих. 5: 2).

## Розп'яття

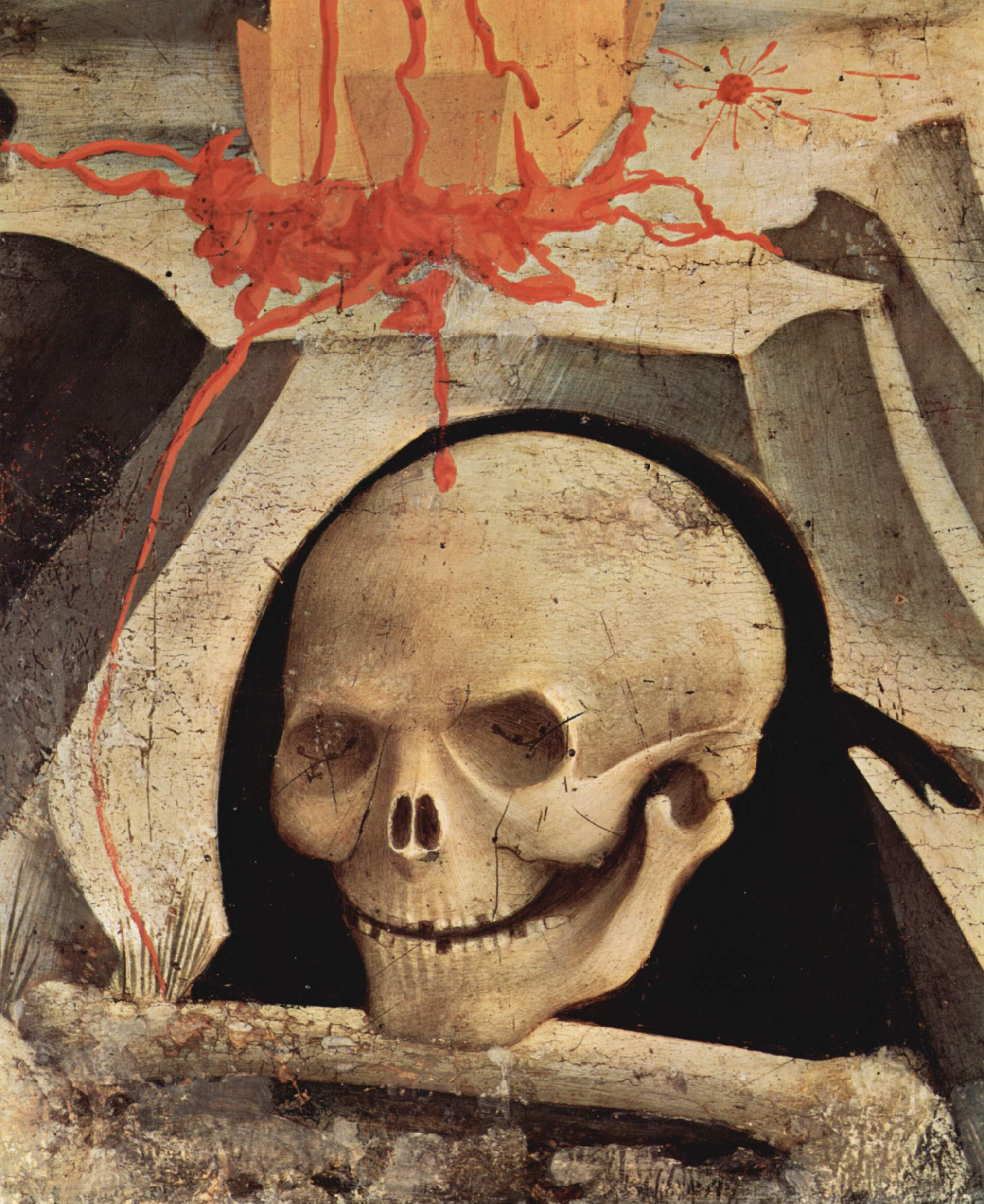
Кров Христа омиває череп Адама (фрагмент фрески Фра Беата Анджеліко)

Християни вважають, що пророцтва про розп'яття Христа між двох розбійників зробив пророк Ісайя в циклі своїх пророцтв про пришестя Месії:
«Йому призначили гроб Його з лиходіями, але Він похований у багатого, тому що провини Він не учинив, і не було в Його устах омани.» (Іс. 53: 9)
«Тому то дам уділ Його між великими, і з сильними буде ділити здобич за те, що віддав душу Свою на смерть, і до злочинців Його зараховано буде, тоді як Він поніс на Собі гріх багатьох і за злочинців став заступником .» (Іс. 53:12)
Крім того, розповідь Іоанна про розп'яття включає фразу: 
"Тож прийшли воїни й поламали голінки першому й другому, що розп'ятий з Ним. Але, прийшовши до Ісуса й побачили, що Він вже вмер, то голінок Йому не зламали «(Ін. 19: 32-33), 
що є виконанням пророцтва з Псалмів:
» Він пильнує всі кості його; жодна з них не зламається "(Пс. 33:21). 
У 21-му псалмі Давид пророчо заспівав переживання Ісуса на хресті, Давид відкрив нам його переживання, хоча сам Ісус сказав лише кілька слів з цього псалма перед Своєю смертю.

## Друге пришестя
Мф. 24:29,30
І раптом, по скорботі тих днів, сонце затьмиться, і місяць не дасть свого світла, і зорі попадають з неба, і сили небесні порушаться; тоді з'явиться знак Сина Людського на небі; і тоді заголосять всі земні племена, і побачать Сина Людського, що йтиме на хмарах небесних із великою силою й славою